# Platanthera longiglandula
Platanthera longiglandula  (лат.) — вид однодольных растений рода Любка (Platanthera) семейства Орхидные (Orchidaceae). Впервые описан китайским ботаником Кай Юн Ланом в 1982 году.

## Распространение, описание
Эндемик Китая, встречающийся в провинции Сычуань, в горах Эмэйшань. Растёт на склонах среди бамбуковых зарослей.
Корневищный геофит. Растение высотой 28—33 см с прямым цилиндрическим стеблем. Листья стеблевые, узколанцетной или лопатчатой формы. Соцветие с большим количеством ароматных цветков желтовато-зеленоватого цвета; лепестки яйцевидные, губа прямая, колонка утолщённая. Цветёт в июле.

## Замечания по охране
Вид считается уязвимым («vulnerable») согласно данным Международного союза охраны природы.